# Mainiots
Pour les articles homonymes, voir Mainiot.
Les Mainiots sont les habitants du Maine, une ancienne province de France disparue en 1790 qui continue d'exister après cette date en tant que région culturelle. La population mainiote, qui représente une part du peuple français, est d'environ 800 000 individus au début du XXIe siècle et se divise géographiquement en deux : les Hauts-Mainiots et les Bas-Mainiots. À la suite de la création des départements, la plupart des premiers sont devenus Sarthois et la plupart des seconds sont devenus Mayennais.

## Ethnonymie
Historiquement, les Mainiots sont également connus sous le nom de Manceaux. De par le fait, les Hauts-Mainiots et les Bas-Mainiots sont autrement appelés Hauts-Manceaux, et Bas-Manceaux.
Par ailleurs, Manceaux est aussi le nom des habitants du Mans, qui est la capitale historique du Maine. De plus, il ne faut pas confondre les habitants du Maine français avec ceux du Maine américain ni avec ceux du département français de Maine-et-Loire qui correspond à l'ancien territoire de l'Anjou.

## Anthropologie et ethnologie
Le Maine était jadis habité par les Aulerques Cénomans et les Aulerques Diablintes. La population mainiote passe sous souveraineté française en 1481. À la fin du XVIIIe siècle, un certain nombre de Mainiots ont rejoint les insurgés royalistes appelés les Chouans.
Au XIXe siècle, selon Almire Lepelletier, l'étude sérieuse et comparative du caractère des habitants des anciennes provinces de France, autorise à placer les Mainiots en première ligne ; surtout au point de vue du courage, de l'énergie, de la constance à défendre leurs droits ; de l'amour du travail, de l'ordre et de l'indépendance ; de l'esprit d'économie, de conduite et de prévoyance pour l'avenir ; de l'attachement à leurs croyances, à leurs opinions et à leurs habitudes ; enfin, de leur respect de la religion, des lois et de l'autorité légitime. Aussi, l'esprit d'ordre, d'économie et de prévoyance, les rend quelquefois intéressés et parcimonieux, presque jusqu'à l'avarice. L'attachement à leurs habitudes et leur défiance de la nouveauté, les placent dans une opposition manifeste au progrès et ne leur permettent d'accepter que tardivement les améliorations même les moins contestables.

### Hauts-Mainiots
Au début du XIXe siècle, d'après Louis-Marie Auvray, les Sarthois sont laborieux, un peu intéressés, lents, routiniers et ennemis des nouveautés comme toutes les populations agricoles qui ne doivent leur existence et leur aisance qu'au travail assidu et monotone de la terre, surtout quand la culture s'y fait comme dans la Sarthe, en grande partie non pas avec la charrue, mais à la bêche et au croc, travail lent et pénible.
En possession d'un sol fécond, les habitants du Haut-Maine sont en général plutôt agriculteurs que véritablement industriels et commerçants en 1861. À cette époque, on trouve spécialement chez eux une indifférence ordinaire et même un éloignement pour les gens de leur région, ainsi qu'un empressement obséquieux et souvent irréfléchi pour les étrangers. Contresens qui force les autochtones à s'expatrier et à chercher fortune ailleurs, tandis qu'il attire et fixe les étrangers. Sous la double et continuelle alternative de cette « exportation des naturels » et de cette « importation des étrangers », la population du Haut-Maine devient mobile et flottante en 1861, à tel point que l'observateur attentif, de retour au Mans par exemple, après douze à quinze ans d'absence, y trouve la moitié des habitants qui lui sont absolument inconnus.
Quant à cette « finesse astucieuse » que l'habitant du Haut-Maine aurait empruntée de ses proches voisins les Normands et dont on l'a gratifié, M. Lepelletier la croit beaucoup plus apparente que réelle, surtout en la comparant à celle de ses voisins. Toutefois, si le Haut-Mainiot n'est que « finasseur » et donc pas littéralement fin, il se montre du moins assez rusé dans les transactions au XIXe siècle, il est difficile à séduire et à tromper, surtout par les gens de sa région. Ainsi, quand il fait un marché, sans blesser essentiellement les règles de la droiture, il procède un peu comme l'enfant avisé, qui faisant échange avec un camarade moins malin que lui, ne lâche son objet qu'après avoir pris possession de l'autre et même, en le cédant, voudrait bien pouvoir en retenir quelque chose. C'est presque toujours dans les plus petits magasins qu'il fait ses emplettes à cette époque, espérant obtenir les mêmes objets avec moins d'argent, d'un industriel qui fait moins de frais d'étalage. Concernant les mœurs et la bonne conduite, les populations du Haut-Maine offrent au XIXe siècle assez de modestie pour ne pas revendiquer un prix de sagesse.
Un autre auteur (qui est apparemment Paul Scarron) fait le descriptif suivant : le peuple du Haut-Maine est « rouge d'opinion » ; mais poli, prévenant ; il vous donne vos titres, vous salue même avec affectation ; est indulgent pour vos vices, vos prétentions et vos travers ; il est corrompu de mœurs, se laisse séduire facilement par les nouveautés ; les hautes classes sont légitimistes, parce-que c'est de bon goût, etc. Pour M. Lepelletier, ce descriptif concerne une partie de la population composée d'escrocs, de hâbleurs, de vagabonds et autres Roberts Macaires, que l'auteur paraît avoir observés, suivis et étudiés d'une manière exclusive.

### Bas-Mainiots
Dans la première moitié du XIXe siècle, les habitants de la partie du département de la Mayenne qui dépendait de l'ancienne province du Maine, ont conservé un caractère et des mœurs auxquels la solitude et l'isolement ont imprimé une physionomie particulière, que M. Duchemin-Descepeaux a étudié. Dans le Bas-Maine, dit-il, les maisons des cultivateurs sont disséminées dans les champs, au milieu des haies épaisses qui environnent et séparent les propriétés. Aussi, excepté les jours des grands travaux, le temps des foins et de la moisson, chaque ménage reste isolé. Le paysan qui est père de famille, entouré de sa femme, de ses enfants, de ses domestiques et de ses troupeaux, dirige tout à sa volonté sans avoir à craindre la critique ou la curiosité du voisinage. Sa ferme lui fournit d'ailleurs à peu près tout ce qui est nécessaire à la vie, il ne va presque rien chercher au dehors, il a le grain que produit son champ, les légumes de son jardin, le cidre de ses pommiers. Il nourrit des vaches, des cochons, des poules, qui lui fournissent le lait, le beurre, le lard, les œufs. Sa femme et ses filles filent, pour ses vêtements, la laine de ses brebis et le lin qu'il a recueilli.
Vivant ainsi presque toujours seul, n'ayant point avec les autres hommes de ces relations journalières qui modifient et adoucissent le caractère, le paysan bas-mainiot montre dans toutes ses manières une véritable « sauvagerie ». Il tient obstinément à ses usages et prend d'avance en aversion tout ce qui est inusité. Son premier abord ne prévient pas en sa faveur, mais il ne faut pas croire que ces habitudes d'une existence isolée et indépendante aient endurci son cœur. Il est soumis à de vives croyances religieuses et si sa piété dégénère parfois en superstition, il faut reconnaitre aussi qu'elle se manifeste plus fréquemment par la charité ; il est par ailleurs bienfaisant et hospitalier. Les bourgs et les villages sont exclusivement habités par des ouvriers ou des marchands, qui n'ont ni les mœurs, ni les usages, ni le costume des paysans ; ces derniers s'allient même rarement avec eux. Avant la Révolution surtout, les laboureurs auraient cru en quelque sorte déroger à la règle s'ils avaient pris une femme hors de leur classe.
La manière de vivre de ces paysans est rude et laborieuse au XIXe siècle et leurs mœurs sont sévères. Les relations de travail entre les deux sexes n'engendrent point ces abus et ce relâchement qu'on remarque ailleurs, mais les femmes y sont tenues dans une infériorité qui rend souvent leur condition difficile. La femme d'un maître-fermier ne se croit pas le droit de donner des ordres aux garçons laboureurs, pas même à ses fils quand ils sont sortis de l'enfance. Si elle devient veuve, bien rarement elle reste à la tête des affaires, ou elle se remarie, ou encore elle quitte sa ferme, à moins qu'un de ses enfants ne soit d'âge à prendre la direction des travaux du dehors. Ainsi, dans toutes les habitudes de la vie, les femmes ne tiennent qu'une place subordonnée à cette époque ; durant le repas, elles ne prennent point place à table à côté des hommes, excepté dans les jours où elles partagent leurs fatigues, comme au temps de la moisson, ou bien dans les occasions solennelles, les jours de noces, de baptême, etc. Mais d'ordinaire, elles mangent debout ou assises dans un coin à l'écart, s'interrompant sans cesse pour servir les hommes. 
Jusque dans les soins que le jeune homme rend à sa fiancée, on voit un protecteur plutôt qu'un amant soumis et, dans les fêtes, les autres jeunes gens ne dansent avec sa prétendue qu'après lui en avoir demandé la permission. Le matin de la noce, quand accompagné de son père, il va au lever du soleil chercher la mariée, il la trouve toujours dans ses habits de travail, occupée des soins de tous les jours et alors elle va faire sa toilette pour ensuite suivre son prétendu. La noce se célèbre toujours à l'endroit ou l'homme établit son ménage. Les femmes des paysans du XIXe siècle, vivant ainsi dans une grande dépendance et ne sortant jamais du cercle de leurs occupations casanières, contractent une sorte de sauvagerie et de timidité qu'elles ne cherchent même pas à surmonter. Selon M. Duchemin-Descepeaux, elles sont cependant bonnes, douces, charitables, intelligentes et, dans les guerres civiles qui ont désolé le département, elles ont souvent fait preuve de courage, de dévouement et de vertu.
Les habitants du Bas-Maine, moins communément favorisés sous le rapport des qualités fondamentales et naturelles du sol en général, sont moins agriculteurs qu'industriels et commerçants en 1861. Presque toujours artisans de leur fortune, ils sont habitués dès l'enfance aux conditions du travail, de l'ordre et de l'économie ; leur caractère devient positif et sérieux. Leurs goûts sont sages et bornés ; leur prévoyance de l'avenir est très naturelle, quelquefois même exagérée. C'est alors qu'ils craignent d'exciter l'envie, qu'ils abaissent le chiffre de leur véritable richesse et redoutent surtout de la voir se dissiper en vaines prodigalités ; c'est alors qu'ils deviennent quelquefois, par un entraînement regrettable mais facile à comprendre, égoïstes, intéressés et « lésiniers ». Toutefois, ces défauts ne s'établissent chez les habitants du Bas-Maine que pour une minorité bien faible. 
Au XIXe siècle, dans plusieurs localités contiguës à la Bretagne, un certain nombre d'habitants s'abandonnent quelquefois par ennui ou par entraînement dans les lieux publics à l'abus des liqueurs fortes, du vin, etc., sachant que cela a aussi été observé dans les environs de Craon, de Loiron et d'Ernée. Concernant les relations avec les personnes étrangères à la région, le Bas-Maine offre des dispositions opposées à celles du Haut-Maine. Ainsi, à Laval par exemple, on leur fait un premier accueil en général froid, cérémonieux, peu sympathique et, par une habitude contraire à celle qu'on observe au Mans, ces étrangers n'y sont pas acceptés sans examen.
Dans le Bas-Maine, en particulier les cultivateurs et les fermiers, sont en général estimables et considérés, surtout en raison de leur existence patriarcale, de leur attachement à leurs maîtres et aux métairies qu'ils exploitent quelquefois de temps immémorial ; de leur charitable et généreuse hospitalité pour les pauvres, les infirmes et autres malheureux ; aussi forment-ils une caste particulière avec ses prétentions et son esprit de corps ; aussi ne les voit-on que bien rarement contracter, avec les artisans des bourgs, ces alliances exceptionnelles de famille, dans lesquelles ils croient ordinairement se compromettre et déchoir. On ne remarque point entre eux ces inimitiés et ces divisions qui, chez les autres industriels, naissent de l'envie, de la jalousie et des rivalités ; ils sont au contraire affectueux et bienveillants les uns pour les autres. 
Ainsi, le grand métayer fait comme bon service réciproque, les principaux labours de la petite closerie et le « petit closier » paie en journées à la grande métairie, ce travail dont l'échange avantageux pour tous entretient des relations zélées et cordiales entre ces divers agriculteurs. Aux sentiments d'humanité, de bienfaisance, qu'ils pratiquent journellement en conséquence de leur nature et sans doute aussi de cet axiome chrétien : « Dieu fait payer trois fois l'aumône qu'on refuse », les habitants du Bas-Maine joignent encore en 1861 l'attachement dévoué, sincère au pays, à la religion et au gouvernement légitime.

## Mœurs, usages et coutumes
Les différences dans le caractère des Mainiots, entre le Haut-Maine et le Bas-Maine, se retrouvent en partie dans les coutumes, les usages et les mœurs. Toutefois, ces différences sont en général moins essentielles et moins nombreuses. Quoi qu'il en soit, ces mœurs, usages et coutumes concernent : la religion, les mariages, les noces, les festins, les veillées et autres soirées, les « jours gras », le premier jour de l'an, le jour des morts, la fanaison, la dernière gerbe, le tir de la cible, la course du coq (combats de vitesse) et des spectacles divers.

## Langage
Au Moyen Âge, les habitants du Maine avaient un idiome particulier avec des modifications spéciales dans le Haut-Maine, le Bas-Maine et même dans les différentes localités de ces deux territoires, dans les campagnes et même dans les villes ; chez les artisans, les serviteurs, etc. Pour Almire Lepelletier, ce langage n'était pas un patois régulier, encore moins un idiome primitif, mais une dérivation plus ou moins altérée du latin que, pendant une domination de cinq siècles consécutifs, les Romains avaient naturellement importée ; dérivation dont M. Lepelletier croit d'ailleurs avoir fourni la preuve par les rapprochements étymologiques d'un grand nombre d'expressions propres aux Mainiots et dont la majeure partie se trouve encore usitée chez eux en 1861. Ces locutions sont en général très significatives, souvent même pittoresques. D'autre part, l'accent commun des Mainiots est lent, monotone, soporifique et traînant, il ne leur permet guère de voyager incognito dans les autres parties de la France au XIXe siècle. Du reste, le langage des habitants du Maine est rempli de ces épithètes plus ou moins significatives, plus ou moins burlesques, auxquelles on donne le titre de sobriquets, quelquefois ils naissent du besoin de décrire un homme par un seul mot, rien n'est plus commun dans les corps d'ouvriers, chez les domestiques et les paysans du Maine au XIXe siècle.
Vers 1835, les paysans du Maine prononcent la diphtongue [au] d'une manière lourde, en serrant les dents. Ils font sonner durement les finales muettes, qu'ils articulent comme [ent] et prononcent les [e] ouverts en ouvrant extraordinairement la bouche.

## Alimentation
Le régime alimentaire n'était pas, en général, bien confortable dans la province et cela particulièrement chez les artisans et chez les agriculteurs. Un pain fait avec de l'orge, du seigle et quelquefois un peu de froment de basse qualité, mal confectionné et mal cuit, en formait la base. Le régime incluait aussi des soupes, des légumes, des pommes de terre, du fromage, du beurre salé, des fruits, etc. ; du cidre ou un petit vin du cru pour boisson, en complétaient ordinairement l'ensemble. Chez les gros fermiers, on trouvait en plus, au saloir, un morceau de lard pour le dimanche et les jours fériés.
Le Haut-Maine, plus riche en céréales, en légumes, etc., se trouvait en général mieux nourri. Aux fêtes patronales, aux noces, aux principales cérémonies, on ne manquait jamais d'y voir figurer sur la table la traditionnelle « millée », une espèce de bouillie faite avec du millet, du lait et sur laquelle on apercevait, dans les grandes occasions, quelques traces légères de cassonade. Le Bas-Maine, plus chichement repu, n'en présentait pas moins aussi dans les circonstances importantes son mets privilégié : la fameuse galette au blé noir, dernière expression des festins du pays.

## Habitat
Il suffit d'examiner, en 1861, presque toutes les maisons des anciens quartiers des vieilles cités du Maine, pour comprendre ce qu'elles offraient d'insalubre et de peu confortable plus anciennement. Elles sont ordinairement étroites, humides, froides, souvent privées d'air et de lumière. Elles auraient exposé leurs habitants à des maladies bien plus fréquentes, si la force de leur constitution et l'activité de leur genre de vie n'étaient pas devenues pour eux des préservatifs essentiels. Mais c'est surtout dans les habitations rurales que se rencontraient, en quelque sorte réunis, tous les genres d'insalubrité pour les hommes et pour les animaux et cela particulièrement au bord des rivières, des étangs, des marais, etc.

## Costumes

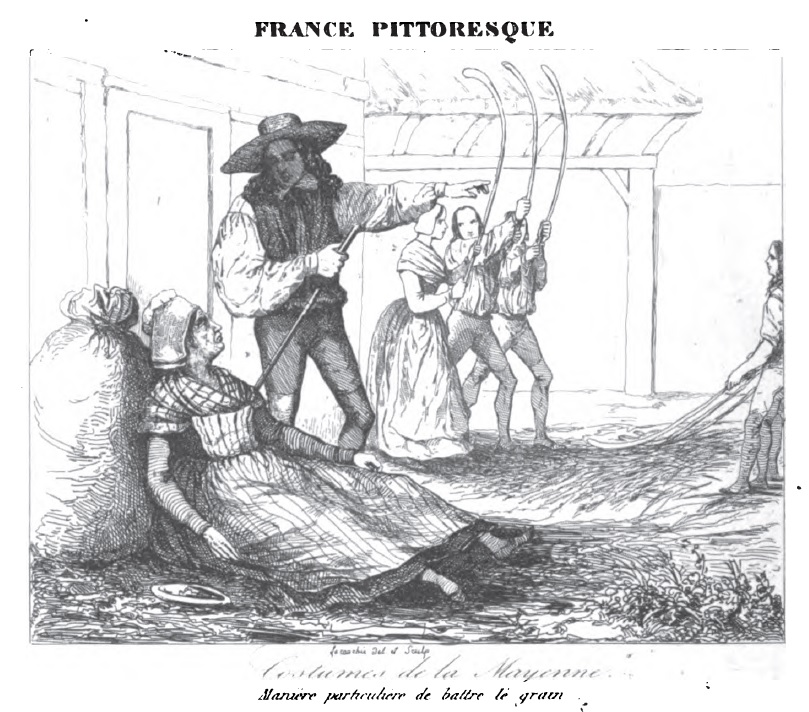
Costumes de la Mayenne, dessin de 1835.

Le costume des Mainiots était encore assez original et uniforme dans la première phase des temps modernes. Néanmoins, depuis la Révolution française (dans le Haut-Maine surtout), il s'est modifié et diversifié de manière à ne plus offrir un type nettement caractérisé en 1861. Chez les habitants de la campagne, où ce type n'a pas entièrement disparu à cette époque, on observe pour les hommes : des cheveux taillés en rond, à la hauteur du collet ; un chapeau rond, à forme basse et à larges bords. Pour la petite tenue : une blouse presque toujours bleue, quelquefois grise, plus ou moins brodée en fils de couleur au collet et aux manches ; autrefois on la portait d'une longueur excessive, en 1861 elle est raccourcie d'une manière tout au plus décente. Pour la tenue de cérémonie : des vêtements en étoffes du pays où le bleu domine encore et qui se façonnent tantôt en gilet rond, veste longue ; tantôt — pour les grands jours et chez les vieillards surtout — en habit large, carré, garni d'énormes boutons. Dans les jours de travail : des gros sabots en bois de noyer, etc. Pour les jours de fête : des souliers ferrés. D'autre part, quelques fermiers, plusieurs domestiques même, ont élevé les prétentions de la chaussure jusqu'au luxe onéreux des bottes en 1861.
Pour les femmes, les cheveux étaient relevés en arrière en formant une saillie lisse, bien peignée, qu'on nommait chignon ; le tout recouvert d'un serre-tête noir ou blanc, par-dessus lequel se plaçait une coiffe particulière, plus ou moins grande ; variant du reste pour la forme, la décoration, les ornements, suivant la fortune et, plus souvent encore, suivant les contrées. Le corsage, la robe, le tablier à bavette, faits de tissus plus ou moins simples, dont le plus luxueux était celui d'« incarnat », sans doute ainsi nommé de sa teinte complètement rouge. Des sabots façonnés, des bas ordinairement bleus, des souliers larges et un peu grossiers, formaient l'ensemble du costume. Pour le Bas-Maine, on trouvait dans la mise ordinaire quelque chose de plus caractéristique et de plus original encore. Ainsi, pour les hommes, des cheveux longs flottants jusque sur les épaules ; un chapeau à forme ronde, basse, à très larges bords non relevés ; des culottes courtes, des guêtres en toile, à boutons ou bien à ligatures ; une veste large, longue, à basques entièrement garnies de deux énormes poches latérales : partie de l'habillement qui se trouvait alors tellement identifiée aux hommes de cette contrée, qu'en style vulgaire du pays on les désigna sous le nom de « Bas-vestiers ». Dans une partie de cette région, ils se couvraient d'une espèce de « surtout » en peau de chèvre ornée de ses poils. Pour les femmes : coiffes nommées bonnettes, variant pour la forme et les ornements ; juste-au-corps, jupon court, fichu à pointes et sans plis, tombant plus ou moins bas en arrière et se trouvant enfermé, par devant, dans la bavette assez vaste du tablier.
Dans le Haut-Maine comme dans le Bas-Maine, les costumes n'offrent déjà plus rien de bien original en 1861. Dans les villes, dans celles d'un ordre secondaire surtout, en voulant suivre avec prétention les modes parisiennes, on les exagère et on les travestit souvent. On le voit par la manière d'y porter les manches pagodes, le chapeau sans visière, la crinoline, etc. Les artisans, les simples ouvriers et les domestiques non travestis sous une livrée, sont couverts du chapeau de soie, vêtus de l'habit et du pantalon en drap noir. Ils ont absolument le costume du riche bourgeois ou du grand seigneur et ne se feront bientôt plus reconnaître qu'à la manière de le porter. Dans les campagnes, les fermières cossues et même quelquefois les servantes dites « piaffeuses », ont la coiffe ou le bonnet plus ou moins orné de rubans, fleurs, dentelles, etc., le juste-au-corps bordé de velours, avec la robe de soie, de drap fin, etc., suivant la saison. Les hommes, tondus à la Titus, portent le chapeau haute forme, remplaçant le chapeau traditionnel du Bas-Maine et de la Bretagne. Ils portent aussi le vaste pantalon au lieu de la culotte courte et des guêtres, ainsi que l'habit étriqué et la blouse écourtée à la place de l'ancienne blouse, du gilet rond et de la veste longue.